# Hồ Mapourika
Hồ Mapourika là hồ có diện tích lớn nhất ở Bờ Tây của Đảo Nam (New Zealand).
Đây vốn là một hồ băng. Sau khi lượng băng tan không còn chảy vào nữa, hồ này hiện tại chứa nước mưa.

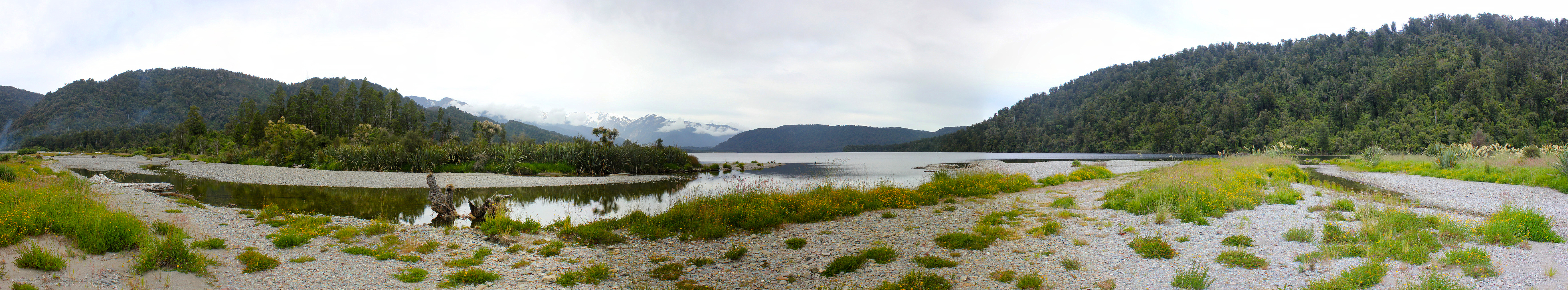
Toàn cảnh hồ Mapourika